# Giovanni Kobler
Giovanni Kobler (Fiume, 22 agosto 1811 – Fiume, 2 luglio 1893) è stato il più importante storico dell'epoca moderna della città di Fiume.

## Biografia
La vita di Giovanni Kobler in qualche modo può essere un paradigma della storia di Fiume nel XIX secolo: in questo periodo la città conobbe un tumultuoso sviluppo, grazie soprattutto al suo esser porto franco e corpus separatum del Regno d'Ungheria all'interno dell'Impero austriaco (dal 1867 Austro-Ungarico).
Il padre Marco era infatti nativo di Eisnern (oggi Železniki), in Carniola, ed era giunto a Fiume con la moglie Teresa (nata Lusser) per esercitarvi la mercatura, ottenendone nel 1801 la cittadinanza per sé e per i propri discendenti.
Dopo gli studi primari (tre classi normali e sei ginnasiali), Giovanni Kobler studiò filosofia e legge a Zagabria, dal 1829 al 1832. Tornato a Fiume, entrò in magistratura: fu "praticante di concetto" (1833), "segretario ad onore" (1835), "attuario" della sede giudiziaria capitanale (1836) e infine "giudice rettore comunicativo e patrizio consigliere" (1842). Autorizzato ad esercitare l'avvocatura fin dal 1835, nel 1846 sostenne l'esame a Budapest per divenire avvocato in affari cambiari. Deputato supplente alla dieta ungherese nel 1843, negli anni successivi fu nominato assessore ordinario alla sedia comitatense di Zagabria.
Passato agli ordini dello Stato in qualità di Imperial-Regio giudice distrettuale (1850), nel 1853 fu referente sussidiario della regia tavola banale di Zagabria, e dall'anno successivo consigliere effettivo della medesima. L'ultimo suo incarico fu - nel 1871 - quello di presidente in appello in oggetti di finanza. Nel 1872 andò in pensione, insignito della carica onorifica di regio consigliere ministeriale.
Giovanni Kobler morì a Fiume il 2 luglio 1893, venendo inumato nella tomba di famiglia presso il cimitero cittadino di Cosala.

## LeMemorie per la storia della liburnica città di Fiume
In corrispondenza con alcuni dei più importanti studiosi di storia locale dell'epoca - come per esempio Carlo De Franceschi, Piero Kandler, Tommaso Luciani, Ivan Kukuljević Sakcinski - in vita si fece la fama di grandissima erudizione. Dedicò molti anni allo studio dei documenti riguardanti Fiume e il Quarnaro negli archivi di Venezia, Udine, Gorizia, Lubiana, Graz, Vienna, Castua, Pisino, Pola, Rovigno e Parenzo, componendo via via le pagine di uno straordinario affresco sulla storia di Fiume, pubblicato postumo.
Nella seduta del municipio di Fiume dell'11 luglio 1894, si decise infatti di pubblicare a spese della città la monumentale opera di Kobler, dandole il titolo di Memorie per la storia della liburnica città di Fiume, scritte dal fiumano Giovanni Kobler, uscita per i tipi della casa editrice di Emidio Mohovich nel 1896, dopo una revisione delle carte kobleriane effettuata da un'apposita commissione di sei studiosi.

### Fonti e piano dell'opera
Lo stesso Kobler indica all'inizio delle sue "Memorie" che l'occasione per la loro composizione fu data dal desiderio del municipio di Fiume di comporre un'opera che respingesse attraverso un approfondito studio delle fonti le pretese croate sulla città, ribadendo i privilegi che l'avevano fatta diventare corpus separatum, direttamente dipendente dalla corona ungherese. Questo diede lo spunto a Kobler di consultare diversi archivi e biblioteche. Le principali fonti sono:
- i protocolli del consiglio comunale (documenti a partire dal 1572)
- i libri notarili del Cancelliere civico (dal 1436)
- lo statuto originale del 1530
- le pergamene e gli atti processuali del cessato convento degli Agostiniani
- gli atti di uffizio conservati nell'archivio civico
- le speciali raccolte di documenti stampati negli anni precedenti
- vari libri di geografia e storia.

Le "Memorie" sono divise in cinque parti:
- I - Dai primordi fino all'anno 1300
- II - Storia ecclesiastica della regione
- III - Notizie sui paesi vicini a Fiume e sulla provenienza delle loro popolazioni
- IV - Notizie sulle dinastie dei Duino e dei Walsee, feudatari di Fiume, nonché sulle origini e vicende dell'autonomia politica della città fino all'inizio del XIX secolo
- V - Storia di Fiume nel XIX secolo, notizie varie, quadro delle famiglie patrizie, cronologia degli avvenimenti più importanti

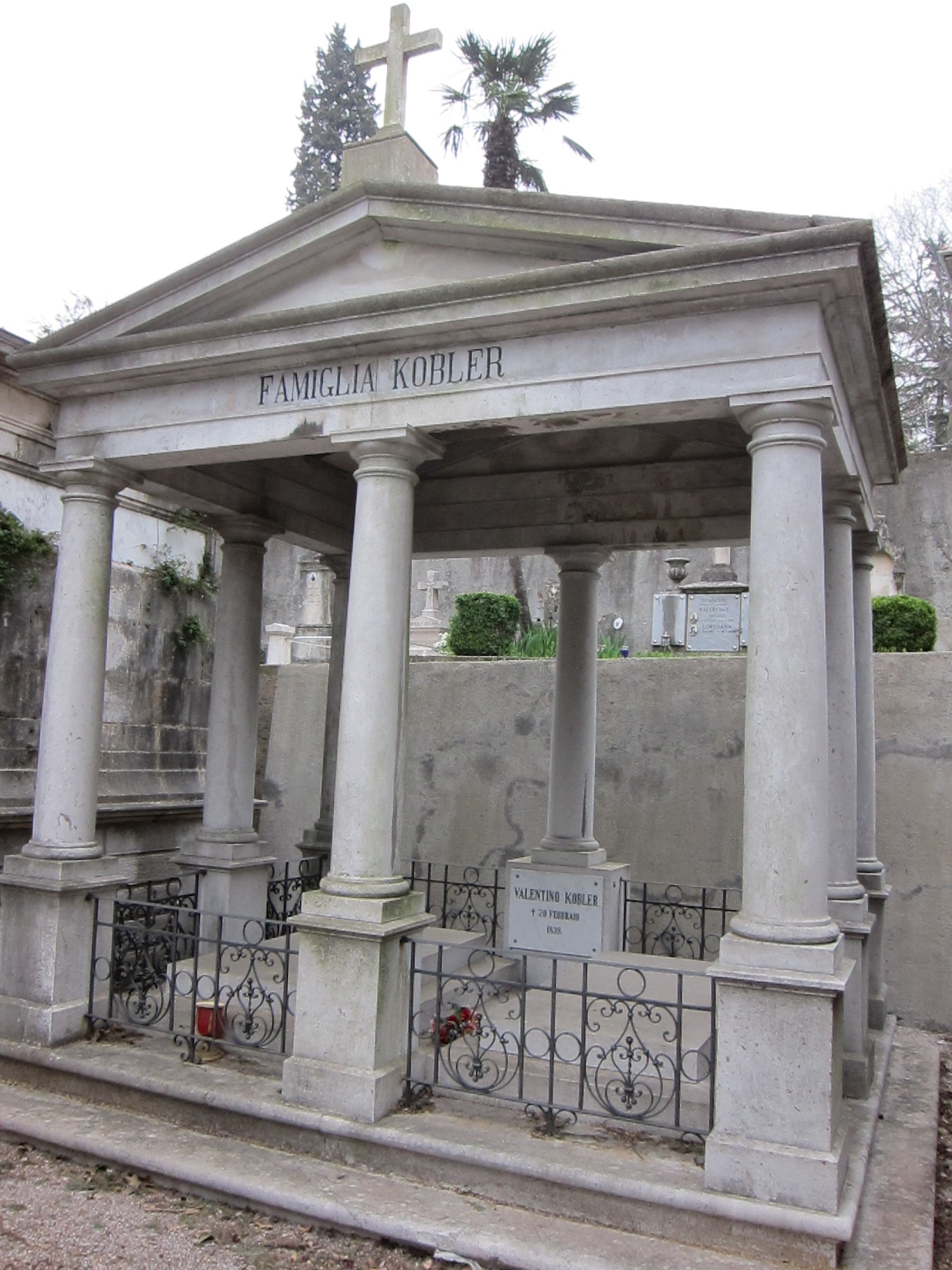
La tomba della famiglia Kobler a Fiume

### Fortuna delle "Memorie"
Impostesi in brevissimo tempo come la prima e più approfondita opera mai apparsa fino a quell'epoca di storia fiumana, le "Memorie" del Kobler furono e sono tuttora uno snodo imprescindibile per la conoscenza di quelle terre, immancabilmente citate in ogni saggio di storia fiumana fino ai nostri giorni, tanto da essere ripubblicate in ristampa anastatica nel 1978 dal Centro di Ricerche Storiche di Rovigno. L'incredibile erudizione del Kobler - che spazia dall'epigrafia alla storia dell'arte, dall'analisi dei costumi all'etnografia, dall'araldica alla toponomastica - rende le "Memorie" un unicum difficilmente ripetibile, dato anche il pluridecennale studio delle fonti ad opera dell'autore.

## Il ricordo della figura di Kobler
Le scarne notizie rintracciabili sulla vita di Kobler, il suo esser vissuto fra il mondo italofono e quello slavofono e il suo manifesto "patriottismo fiumano" hanno reso questo personaggio difficilmente inquadrabile all'interno della pluridecennale contesa fra italiani e slavi nelle terre dell'Adriatico orientale. Purtuttavia, l'accademico croato Petar Strčić l'ha accusato d'essere "un convertito": «croato, ha vissuto a Zagabria, venuto a Fiume diventa di colpo italiano». Mentre l'opera di Kobler è citata regolarmente in tutte le opere su Fiume, risultano estremamente scarsi i saggi su di essa e sul suo autore. A Giovanni Kobler sono state dedicate una via all'interno del quartiere Giuliano-Dalmata di Roma, una via a Trieste (laterale della strada per Fiume), oltre ad una piazza nella sua città natia, col nome croatizzato di Ivan Kobler.